# 笹塚 (渋谷区)
笹塚（ささづか）は、東京都渋谷区北西部にある地名。現行行政地名は、笹塚一丁目から三丁目。住居表示実施済区域。渋谷区の北西端に位置するエリアである。

## 概要

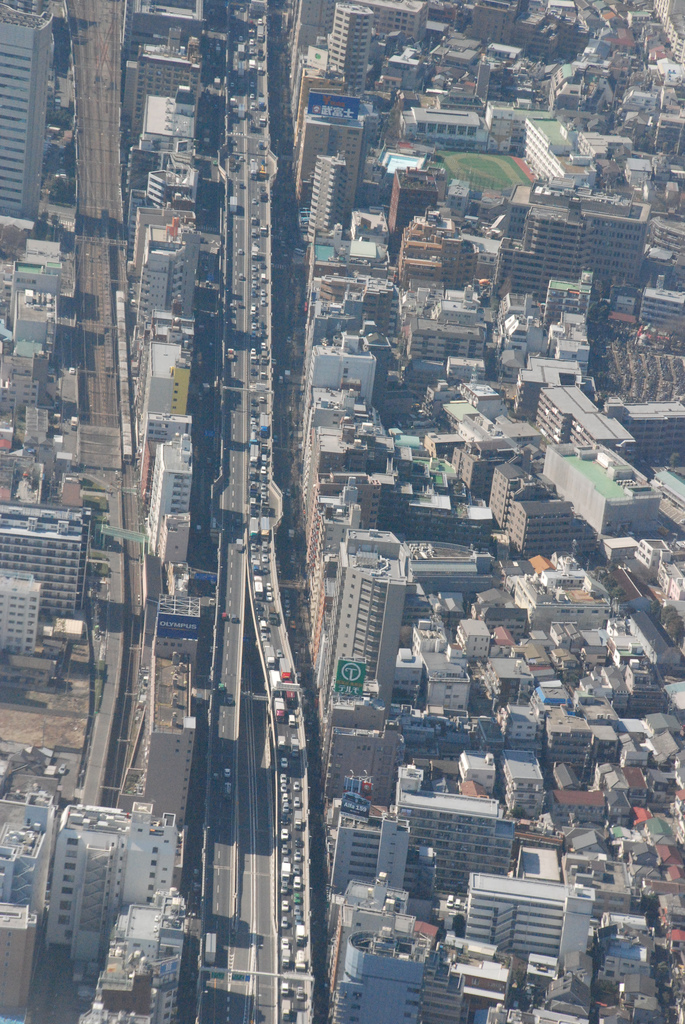
東京都渋谷区笹塚（奥）、幡ヶ谷（手前）

都心に近く交通の便も良いことからマンションやアパート、一戸建てが立ち並ぶ住宅街である。駅前には賑やかな商店街やスーパーマーケットが立ち並ぶほか、「TWENTY ONE」や「フレンテ笹塚」といったショッピングモールも存在し、生活に非常に便利なエリアとなっている。
伝統的に、笹塚は幡ヶ谷地区(現行行政地名では本町・幡ヶ谷・笹塚が含まれる)に属する。これはかつて笹塚が幡ヶ谷村の一部であったことに由来し、幡ヶ谷村が渋谷区の一部となった後も「幡ヶ谷笹塚町」と呼ばれ幡ヶ谷の一角をなしていた(詳しくは幡ヶ谷を参照)。1960年に幡ヶ谷笹塚町が笹塚一丁目～笹塚三丁目に整理されて以降は幡ヶ谷地区としての一体感は薄れ、笹塚はさながら独立した街のようになっているが、現在でも幡ヶ谷氷川神社の大祭が笹塚でも行われるなど幡ヶ谷地区の一部であることを感じさせる一面もある。
近年は再開発が積極的に行われており、特にマンションの建設が相次いでいる。

## 地理

### 隣接地域
東側で同じ渋谷区の幡ヶ谷に接する。北側は中野区南台に、西側は杉並区方南に、南側は世田谷区大原及び世田谷区北沢に接する。

### 地形
笹塚は武蔵野台地の強固な地盤の上に位置し概ね平坦であるが、笹塚三丁目は和泉川に沿って浅い谷になっている。なお、和泉川は1964年の東京オリンピック開催に際して暗渠化されたが、現在でも橋の欄干跡などにその面影を見ることができる。
また、笹塚一丁目では玉川上水が西から東に大原、北沢との境界を蛇行しながら縫うように流れている。笹塚駅周辺の一部は開渠のまま残されているが、ほとんどが暗渠化されて緑道（公園）として整備されている。

### 地価
住宅地の地価は、2025年（令和7年）1月1日の公示地価によれば、笹塚1-12-17の地点で87万円/m2となっている。

## 世帯数と人口
2024年（令和6年）12月1日現在（渋谷区発表）の世帯数と人口は以下の通りである。
| 丁目       | 世帯数     | 人口     |
| ---------- | ---------- | -------- |
| 笹塚一丁目 | 4,608世帯  | 6,853人  |
| 笹塚二丁目 | 4,206世帯  | 5,664人  |
| 笹塚三丁目 | 2,943世帯  | 4,473人  |
| 計         | 11,757世帯 | 16,990人 |

### 人口の変遷
国勢調査による人口の推移。
| 年                 | 人口   |
| ------------------ | ------ |
| 1995年（平成7年）  | 14,370 |
| 2000年（平成12年） | 15,097 |
| 2005年（平成17年） | 15,705 |
| 2010年（平成22年） | 15,745 |
| 2015年（平成27年） | 16,531 |
| 2020年（令和2年）  | 17,716 |

### 世帯数の変遷
国勢調査による世帯数の推移。
| 年                 | 世帯数 |
| ------------------ | ------ |
| 1995年（平成7年）  | 8,055  |
| 2000年（平成12年） | 9,162  |
| 2005年（平成17年） | 9,962  |
| 2010年（平成22年） | 10,372 |
| 2015年（平成27年） | 10,917 |
| 2020年（令和2年）  | 11,880 |

### 学区
区立小・中学校に通う場合、学区は以下の通りとなる（2023年3月時点）。
| 丁目       | 番地             | 小学校             | 小学校                   | 中学校             |
| 丁目       | 番地             |                    | 調整区域による変更可能校 | 中学校             |
| ---------- | ---------------- | ------------------ | ------------------------ | ------------------ |
| 笹塚一丁目 | 全域             | 渋谷区立笹塚小学校 | -                        | 渋谷区立笹塚中学校 |
| 笹塚二丁目 | 全域             | 渋谷区立笹塚小学校 | -                        | 渋谷区立笹塚中学校 |
| 笹塚三丁目 | 1～39番 56～64番 | 渋谷区立笹塚小学校 | -                        | 渋谷区立笹塚中学校 |
| 笹塚三丁目 | その他           | 渋谷区立中幡小学校 | 渋谷区立笹塚小学校       | 渋谷区立笹塚中学校 |

## 事業所
2021年（令和3年）現在の経済センサス調査による事業所数と従業員数は以下の通りである。
| 丁目       | 事業所数    | 従業員数 |
| ---------- | ----------- | -------- |
| 笹塚一丁目 | 560事業所   | 9,537人  |
| 笹塚二丁目 | 287事業所   | 2,982人  |
| 笹塚三丁目 | 165事業所   | 1,832人  |
| 計         | 1,012事業所 | 14,351人 |

事業者数の変遷
経済センサスによる事業所数の推移。
| 年                 | 事業者数 |
| ------------------ | -------- |
| 2016年（平成28年） | 1,000    |
| 2021年（令和3年）  | 1,012    |

従業員数の変遷
経済センサスによる従業員数の推移。
| 年                 | 従業員数 |
| ------------------ | -------- |
| 2016年（平成28年） | 14,140   |
| 2021年（令和3年）  | 14,351   |

## 施設

### 警察署・消防署
全域が代々木警察署・渋谷消防署の管轄下にある。代々木警察署は本町に、渋谷消防署は神南にある。

### 教育施設
以下の教育施設が存在する。
- 渋谷区立笹塚中学校（三丁目10番1号）
- 渋谷区立笹塚小学校（二丁目8番1号）
- 渋谷区立笹塚保育園（三丁目36番13号）
- 渋谷区立笹塚第二保育園（一丁目27番1号）

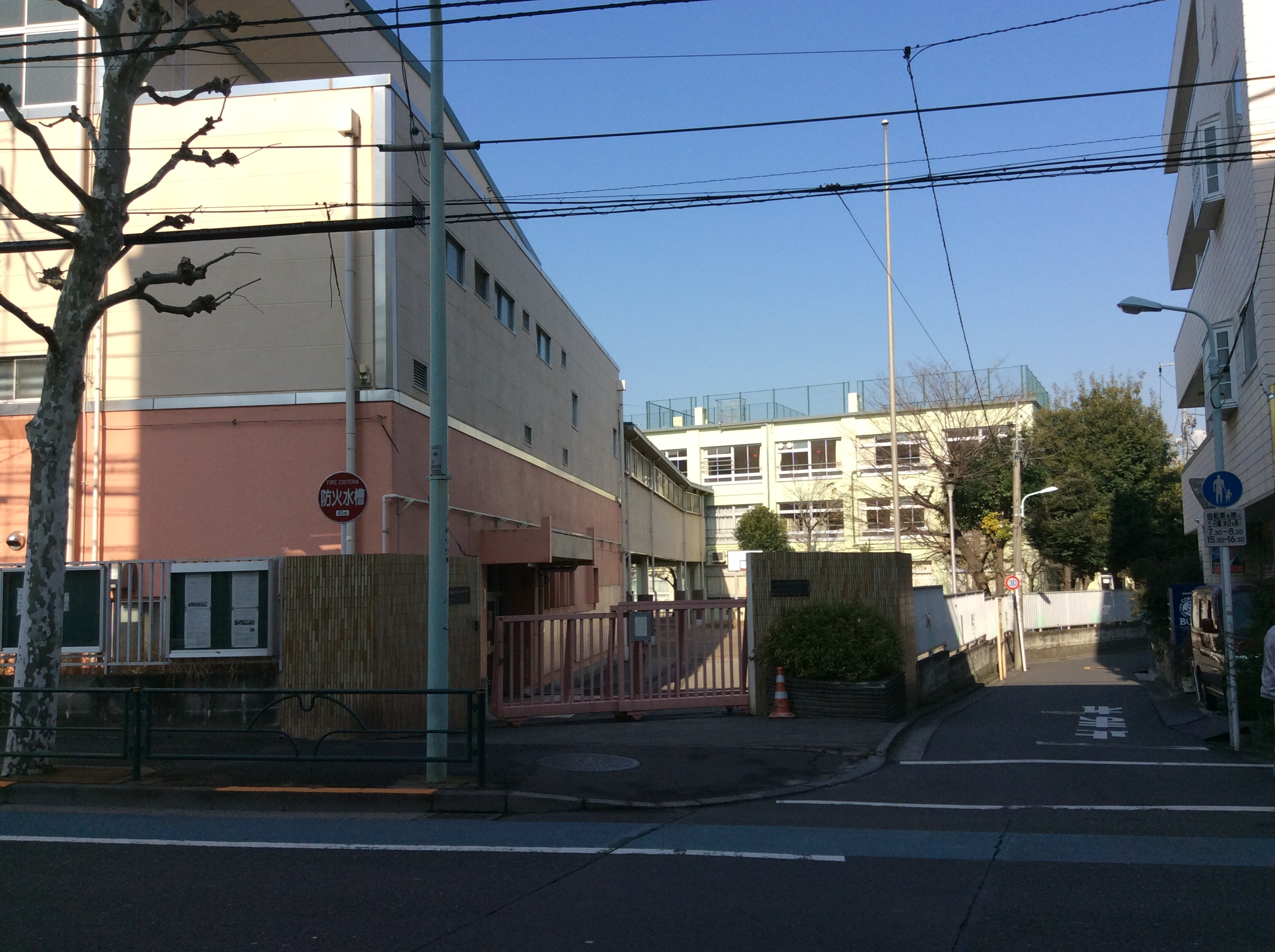
渋谷区立笹塚中学校

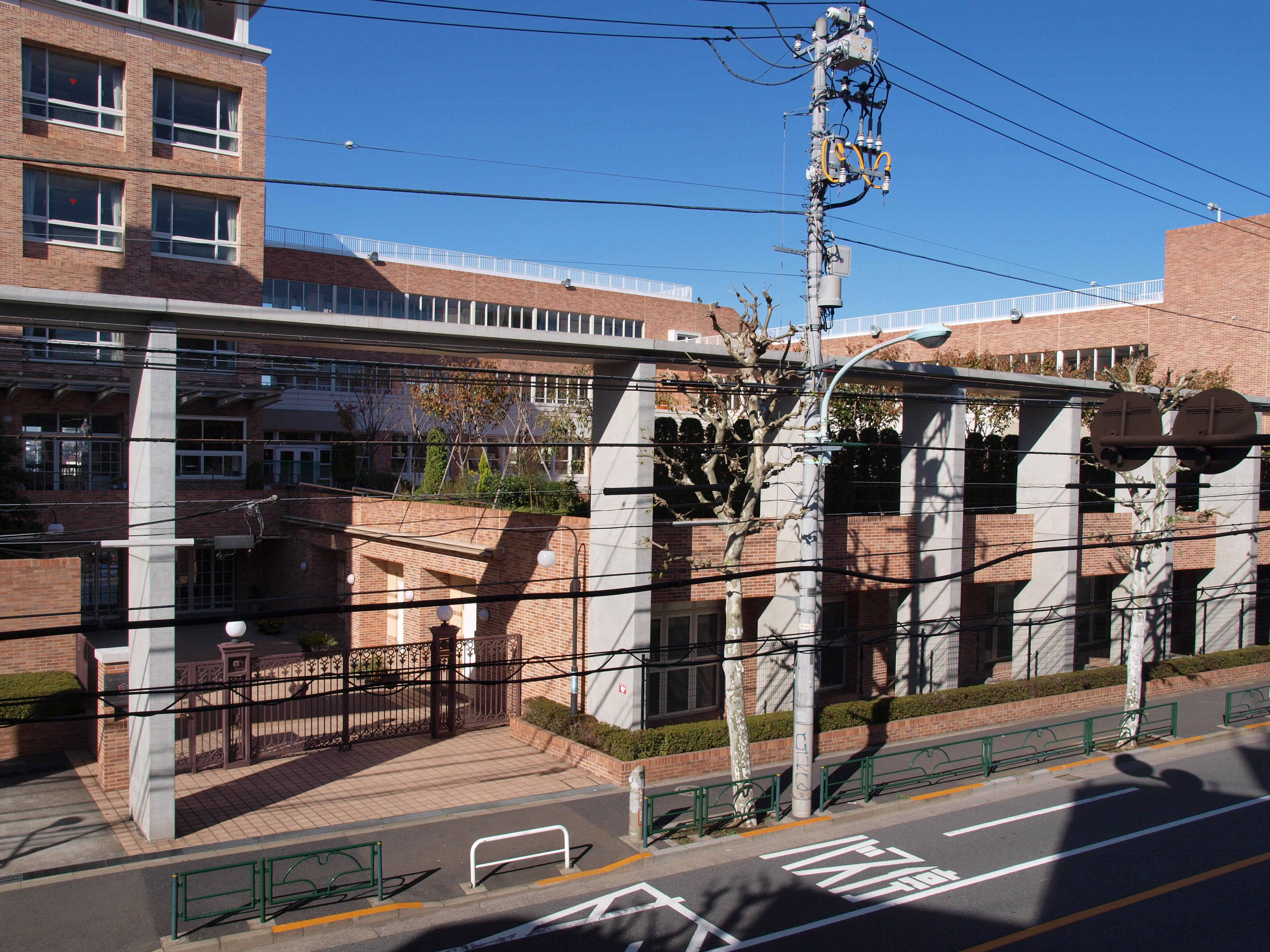
富士見丘中学校・高等学校

- 富士見丘中学校・高等学校（三丁目19番9号）
- 中幡・笹塚子育て支援センター（三丁目3番1号）
- 笹塚幼稚園（一丁目28番6号）
- 小鳩幼稚園（二丁目30番14号）
- うさぎとかめ（二丁目31番8号）
- うさぎとかめ分園（三丁目48番1号）
- フジキ保育室（二丁目29番4号）
- 酒井保育室（三丁目42番7号）

### 公共施設
以下の公共施設が存在する。
- 渋谷区役所笹塚出張所（三丁目1番9号）
- 渋谷区立笹塚区民会館（三丁目1番9号）
- 渋谷区立笹塚図書館（一丁目47番1号）
- 渋谷区立笹塚こども図書館（三丁目3番1号）

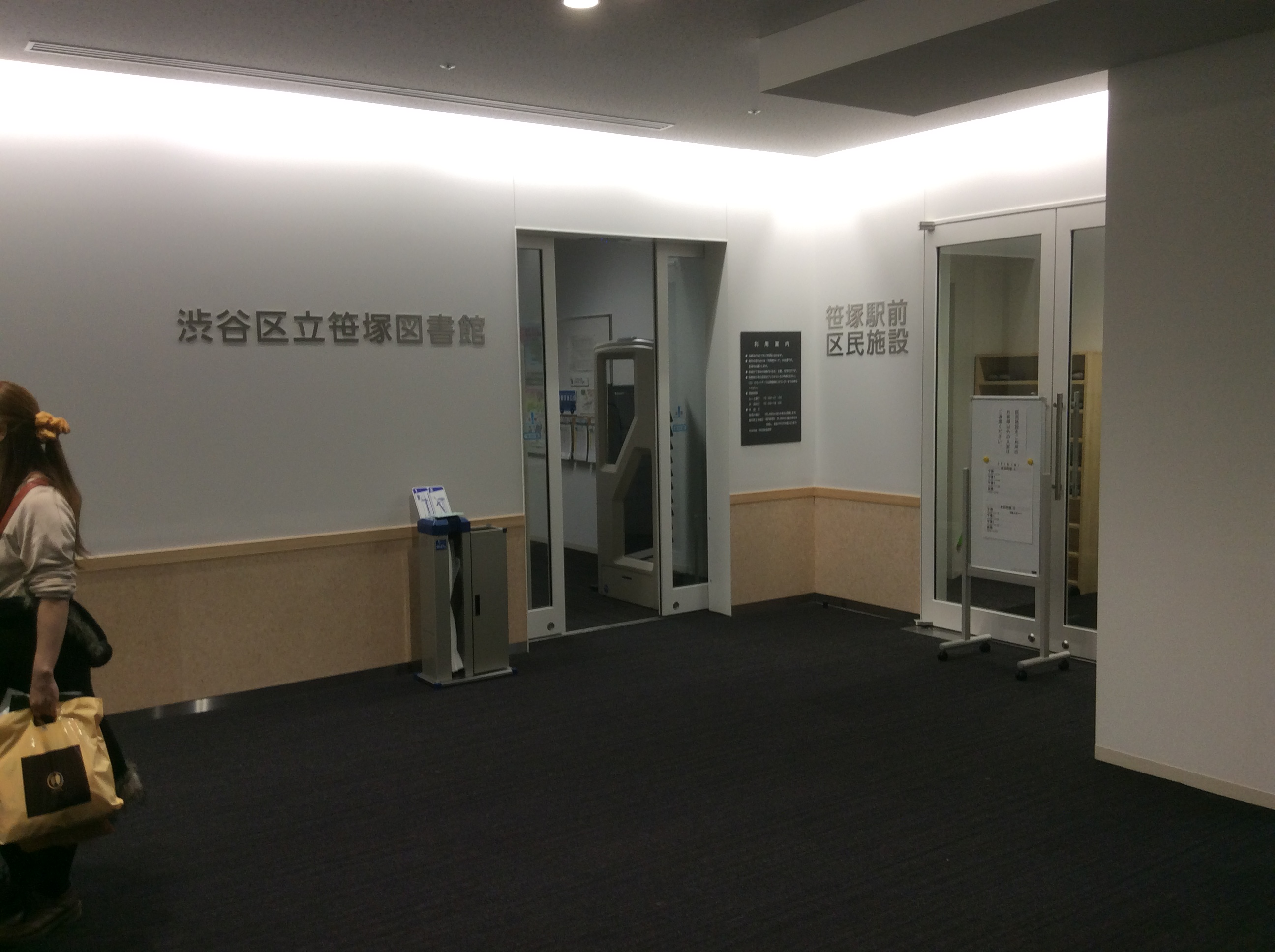
渋谷区立笹塚図書館

- 笹塚駅前区民施設(笹塚1-47-1 メルクマール京王笹塚4階)
- 地域交流センター笹塚(笹塚1-27-1)

### 公園
以下の公園が存在する。
- 笹塚一丁目児童遊園地（一丁目27番3号）
- 十三号通り公園（二丁目32番8号）
- 笹塚東公園（二丁目46番4号）
- 九号通り公園（二丁目49号3号）
- 笹塚児童遊園地（三丁目2番9号）
- 笹塚公園（三丁目36番3号）
- 笹塚北児童遊園地（三丁目46番13号）

また、以下の2つの緑道が存在する。
- 玉川上水緑道
- 玉川上水第二緑道

### 主な企業
主な企業を下に記す。

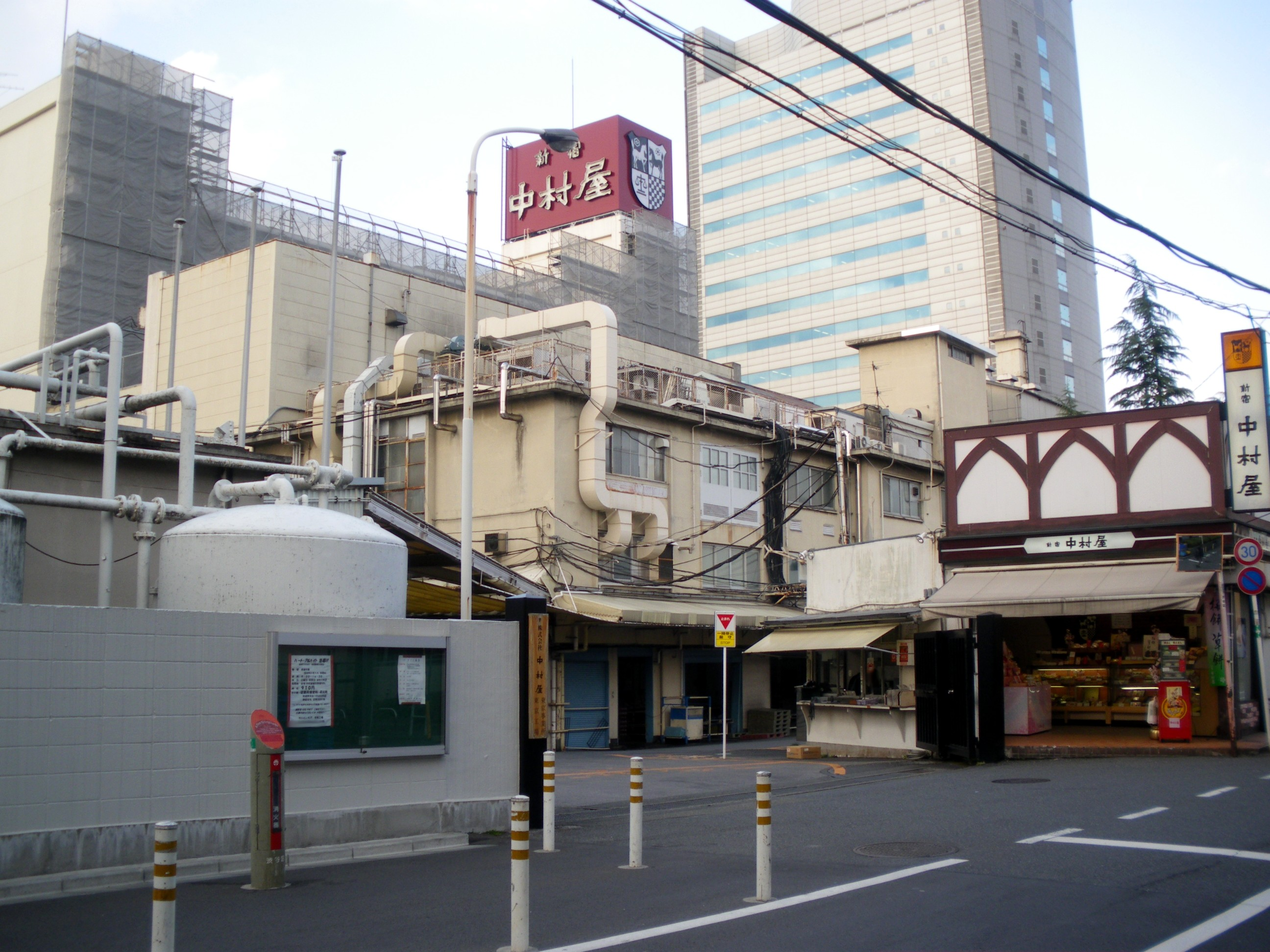
中村屋東京事業所

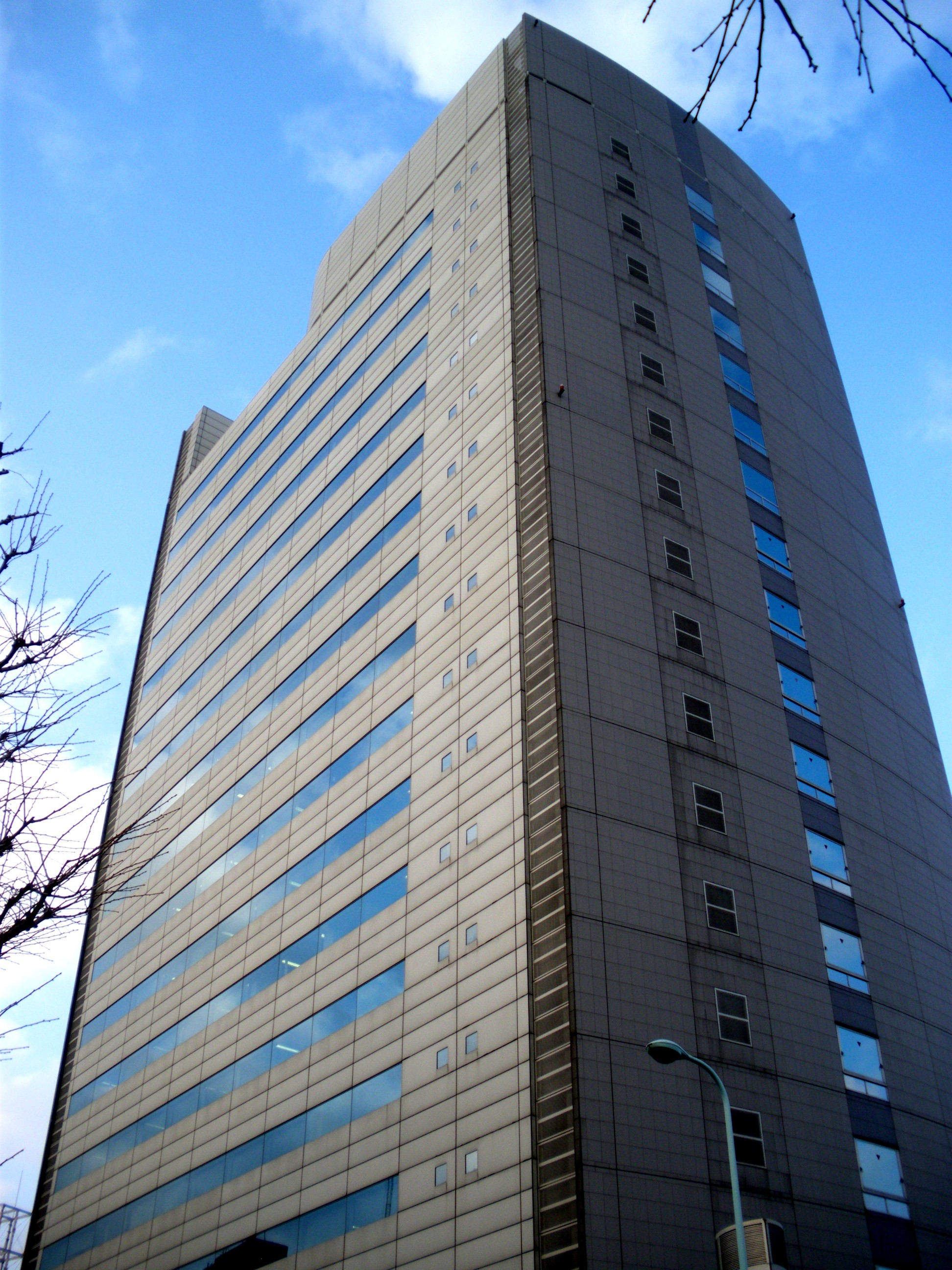
笹塚NAビル

- 新宿中村屋本社・東京事業所（一丁目50番9号）

　かつては工場が併設されていたが、操業停止後長年稼働していない状態が続いていた。2022年1月より工場の解体が進められている。
- 桜護謨（一丁目21番17号）

　かつては工場が現在「TWENTY ONE」が存在する場所にあった。現在は本社機能のみ笹塚に置く。
- 住友不動産笹塚太陽ビル（一丁目48番3号）
- （株）日立不動産（一丁目29番7号）
- 笹塚NAビル（一丁目50番1号）
  - ジョンソンコントロールズ日本法人本社
  - 日本電波工業本社
  - 全労済東京事務センター笹塚事務所
  - エヌエーシーシステク
- 笹塚センタービル（二丁目1番6号）
  - 旭化成ホームズ東京中央支店、新宿支店
  - 三菱電機ロジスティクス本社、東日本支店
  - ディアイスクエア
  - 飯野海運
- 笹塚サウスビル（一丁目64番8号）

また、駅周辺や甲州街道沿いにはビルなどが立ち並び、新興企業の本社や営業所が多く存在する。かつてはマイクロソフト日本法人本社（現：日本マイクロソフト）、ディー・エヌ・エーも笹塚に本社を構えたが、現在は両社ともに移転している。

### 商業施設

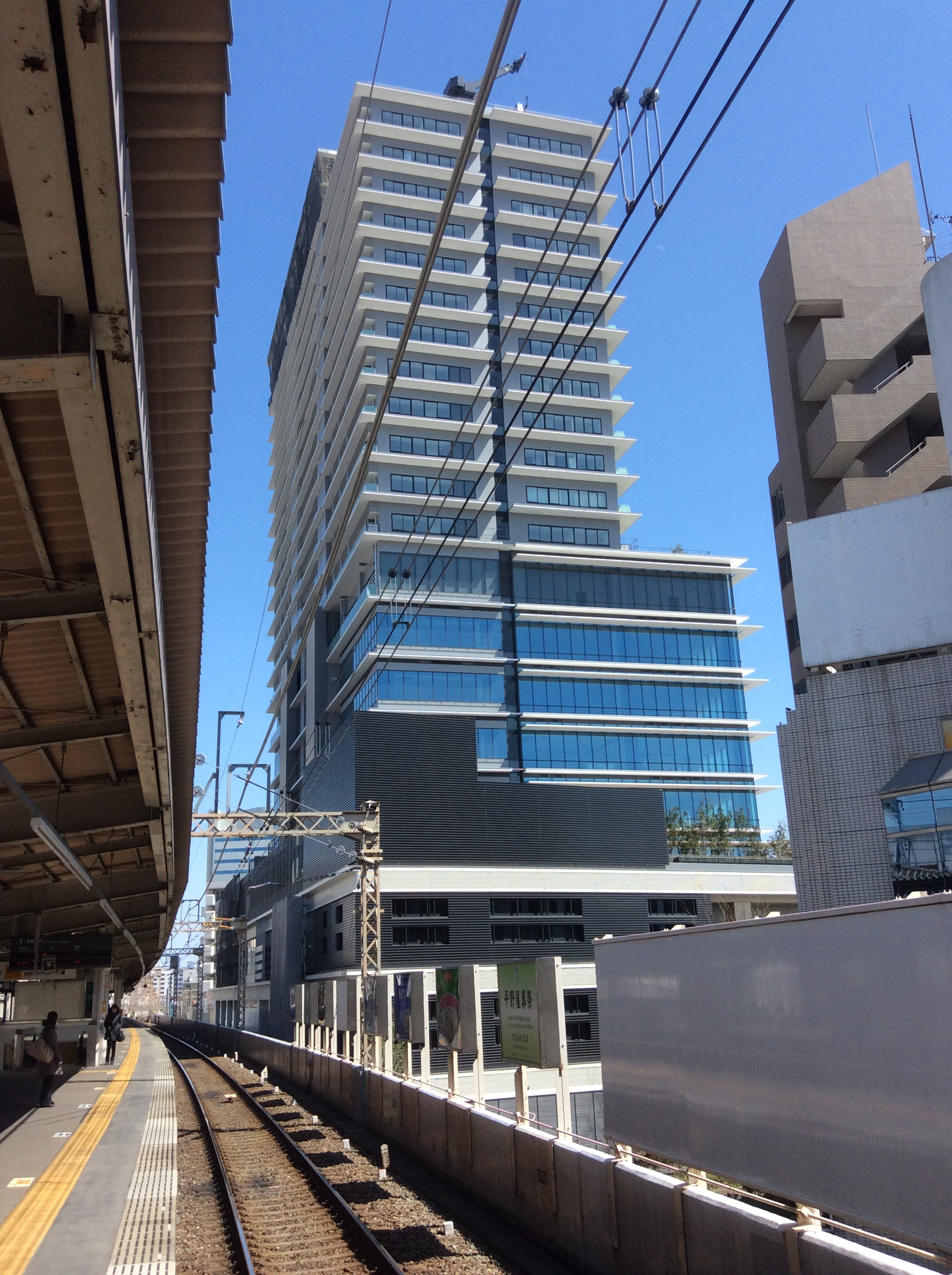
メルクマール京王笹塚

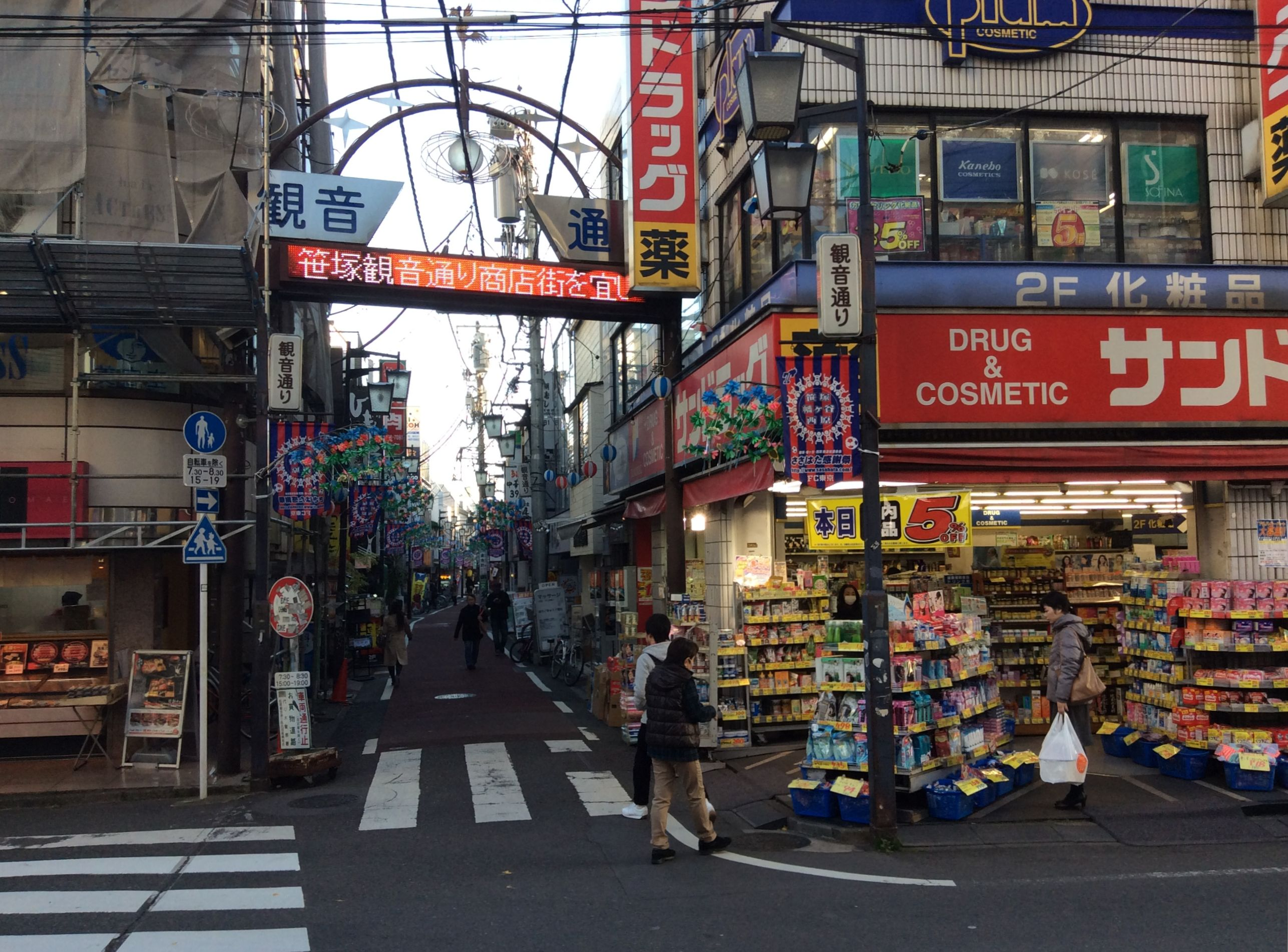
観音通り商店街

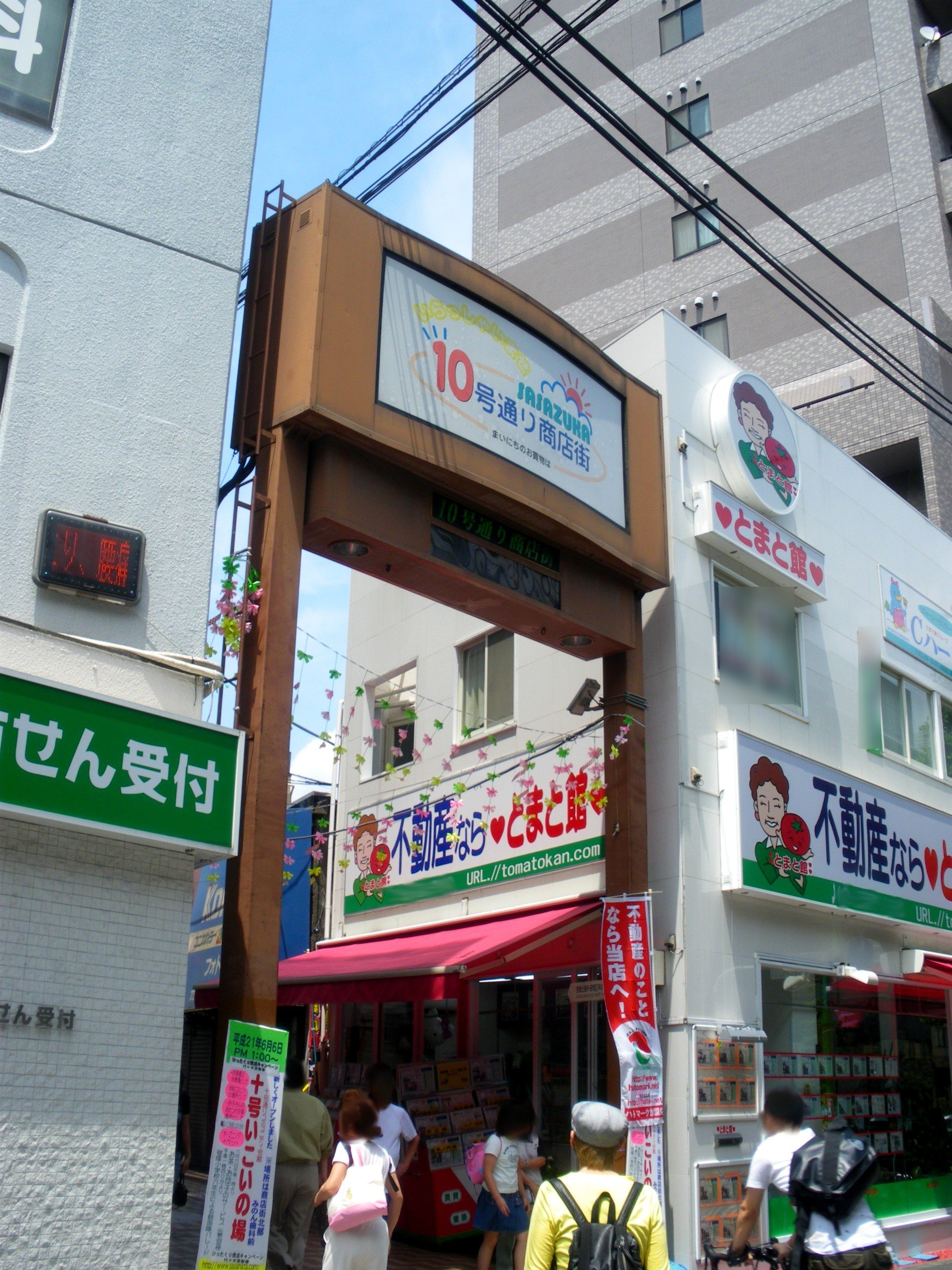
十号通り商店街

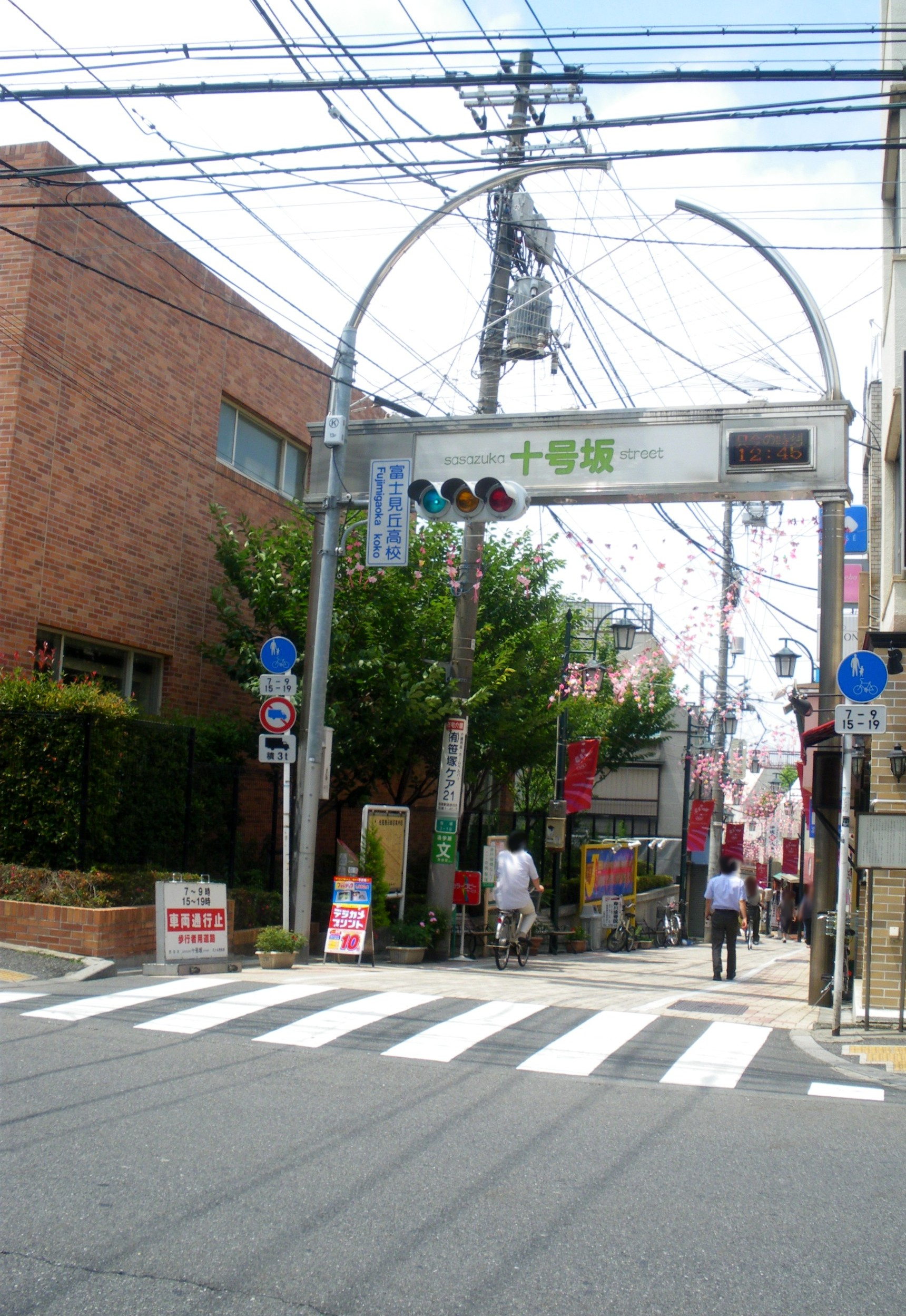
十号坂商店街

笹塚駅付近に商業施設が集中しており、日用品購入の便は良好といえる。商圏は、中野区南台、杉並区方南町、世田谷区大原の一部、世田谷区北沢の北端部にも及んでいる。
近年、笹塚駅周辺の商業化が著しく、地域の中心的な機能が駅周辺に集中しつつある。京王線、京王新線の高架の耐震工事の終了後、高架下が新たな商業施設である京王クラウン街笹塚商店街となった。駅前の京王重機ビルの再開発事業が進められ、旧ビルが解体され新たに複合施設「メルクマール京王笹塚」地上21階、延床面積38,000㎡の大型ビルが、2015年（平成27年）にオープンした。
一方で旧来からの商店街も賑わいを維持している。十号通り商店街や観音通り商店街が代表的。
以下、主な商業施設を記す。
笹塚一丁目
- メルクマール京王笹塚 (MERKMAL) - 2015年（平成27年）4月1日開業、京王線笹塚駅南口、京王グループ（旧：京王重機ビル）の再開発事業（一丁目47番1号）。メルクマールとはドイツ語の「目印」「指標」を意味し、笹塚の地名の由来である江戸時代に甲州街道の「一里塚」があったことから付けられた。建物規模は地上21階て地下2階、延床面積38,400㎡（約11,600坪）、建物高さ93mの複合ビル。

1～3階は商業施設「フレンテ笹塚」で店舗約40店が営業、4階は京王重機整備本社・地域貢献施設・渋谷区の施設（渋谷区立笹塚図書館が移転）、5～8階はオフィスフロア（日本電波工業本社）、10～21階は賃貸住宅236戸 (1K～3LDK)。
- 笹塚大通り商店街（国道20号線、甲州街道）
- 笹塚ショッピングモール21世紀商店街（一丁目48番14号）[16]
  - クイーンズ伊勢丹笹塚店
  - 紀伊國屋書店笹塚店
  - ニッポンレンタカー笹塚駅前営業所
  - マックスレンタカー笹塚
  - 大戸屋ごはん処笹塚駅前店
- 京王クラウン街笹塚商店街
- 笹塚観音通り商店街
- ライフ笹塚店（一丁目57番10号）
- 笹塚ボウル（ボウリング場）（一丁目57番10号）

笹塚二丁目
- 笹塚十号通り商店街
- サミット笹塚店（二丁目12番11号）

笹塚三丁目
- 笹塚十号坂商店街

### 金融施設
- みずほ銀行笹塚支店（一丁目57番7号）
- 三菱UFJ銀行笹塚支店（一丁目55番2号）
- 三井住友銀行笹塚支店（二丁目1番6号）
- きらぼし銀行笹塚支店（二丁目15番2号）

### 郵便施設
- 笹塚駅前郵便局（一丁目48番14号）
- 渋谷笹塚郵便局（二丁目21番1号）

### 高齢者・福祉施設
- 地域活動支援センター・ふれあい（三丁目43番1号）
- 特別養護老人ホーム・つるとかめ、デイサービス、ショートスティ（二丁目31番8号）
- グループホーム笹塚、グループホーム、デイサービス（二丁目33番9号）

## 交通

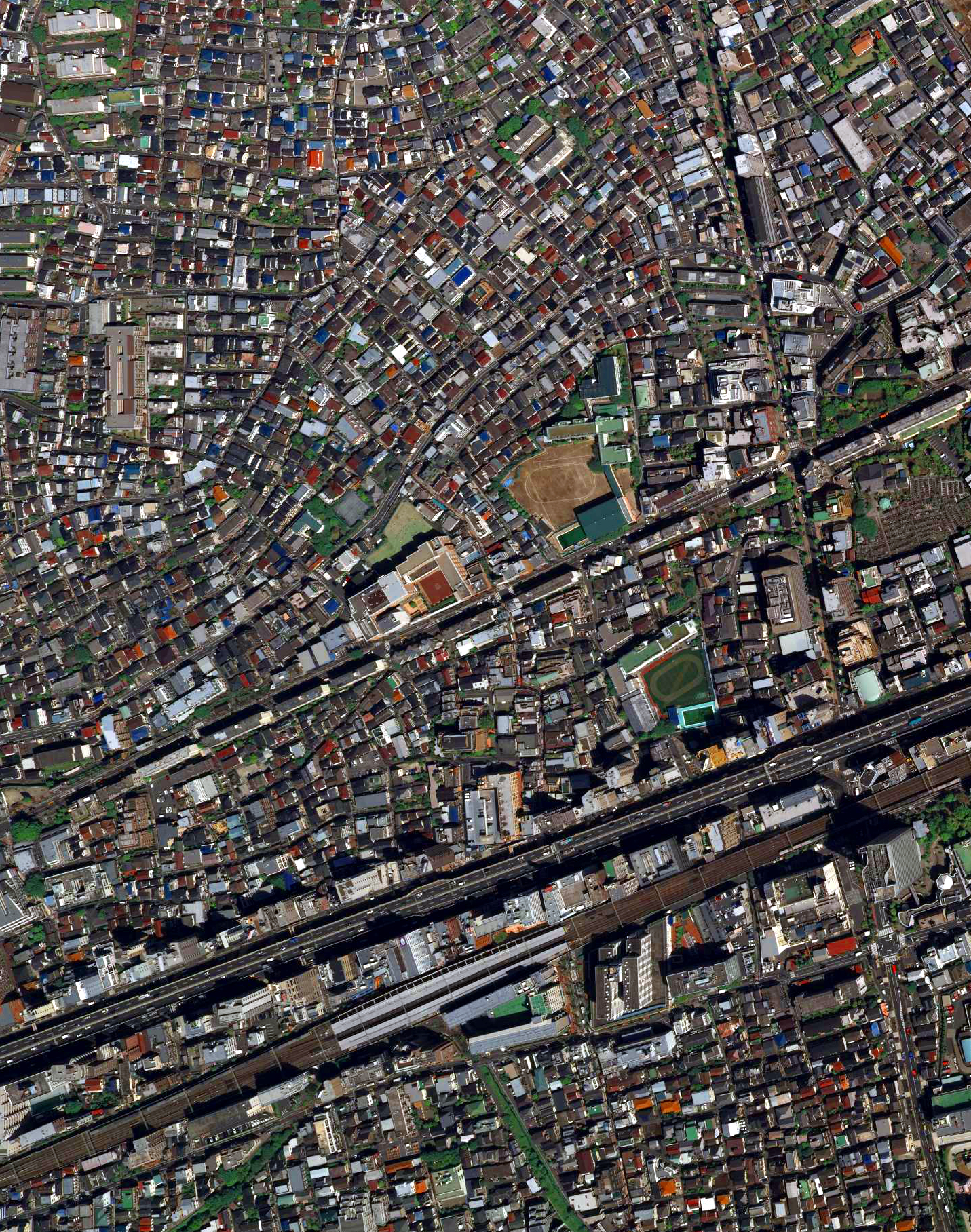
東京都渋谷区笹塚の航空写真（2009年4月）

### 鉄道

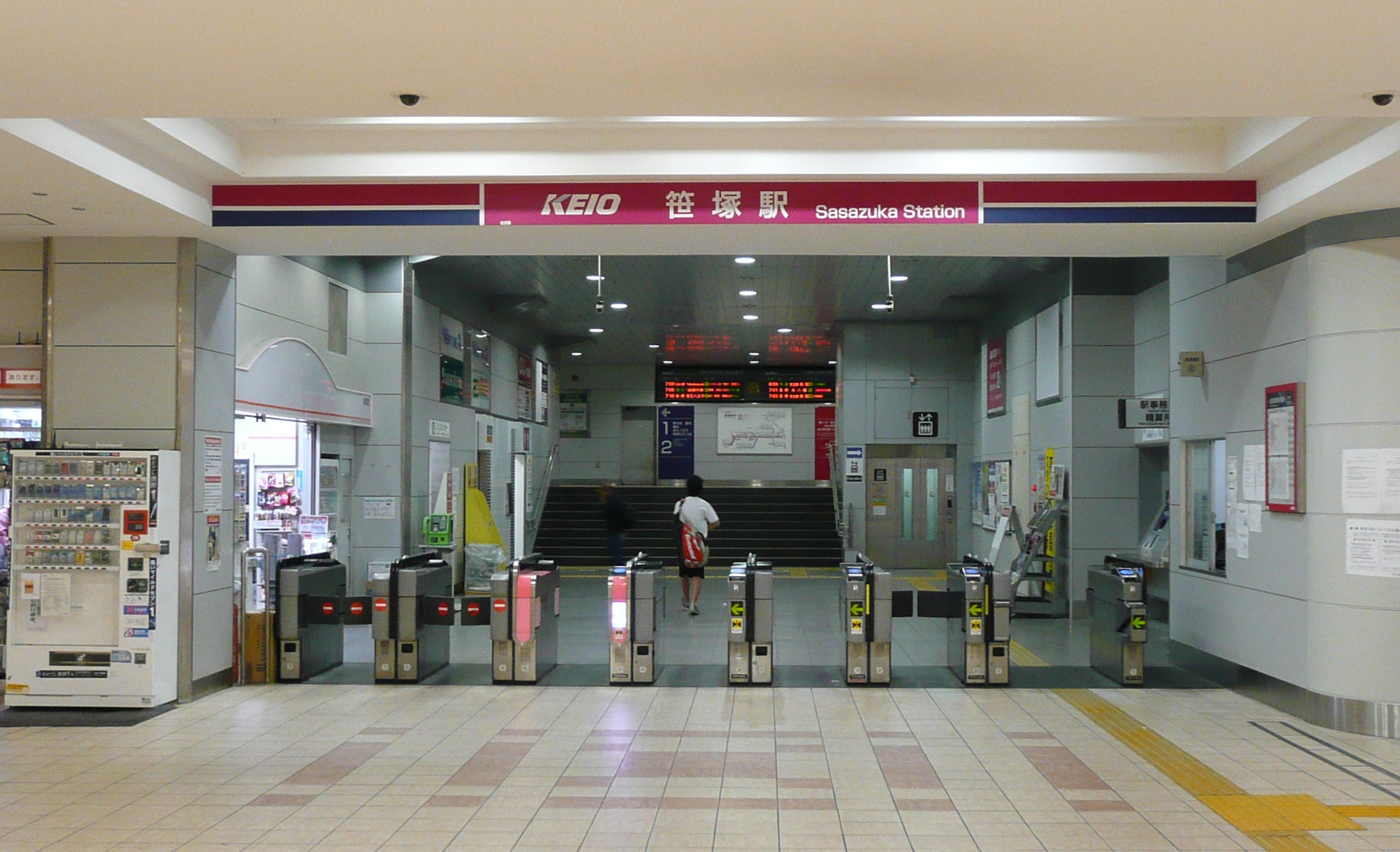
笹塚駅

| 街区内の駅                      |
| ------------------------------- |
| 京王線 京王新線 - 笹塚駅(KO 04) |

### 道路
ほぼ中央を東西に国道20号（甲州街道）が貫く。甲州街道と並行するようにして北側を水道道路が通る。南北方向に中野通りが通り、概ね幡ヶ谷との境界となっている。
地域最北部を東西方向に結ぶ道は中幡ヶ谷道と呼ばれ、幡ヶ谷氷川神社の南参道に通じる。この道は幡ヶ谷村の草創期からある古い道とされている。

### バス
路線バスは中野通りや水道道路、甲州街道沿いに多数のバス便があり、渋谷区営のコミュニティバス「ハチ公バス」も運行されている。
一般路線バス
- 都営バス
  - 渋66系統 渋谷駅前 - 笹塚駅前 - 阿佐ケ谷駅前（京王バス東と共同運営）

- 京王バス東
  - 渋69系統 渋谷駅 - 笹塚駅
  - 渋66系統 渋谷駅 - 笹塚駅 - 阿佐ケ谷駅（都営バスと共同運営）
  - 渋63系統 渋谷駅 - 笹塚中学 - 中野駅
  - 宿45系統 新宿駅西口 - 笹塚中学 - 中野駅南口
  - 春の小川ルート[ハチ公バス] 渋谷区役所 - 原宿駅入口 - 新国立劇場 - 笹塚駅

- 小田急バス
  - 宿44系統 - 新宿駅西口 - 笹塚駅 - 吉祥寺駅 （2025/6/29迄）
  - （系統なし）- 新宿駅西口 - 笹塚駅 - よみうりランド（「3月16日～6月15日」および「9月16日～11月15日」の「日曜・祝日のみ」運行）

コミュニティバス
- 京王バス

## 文化

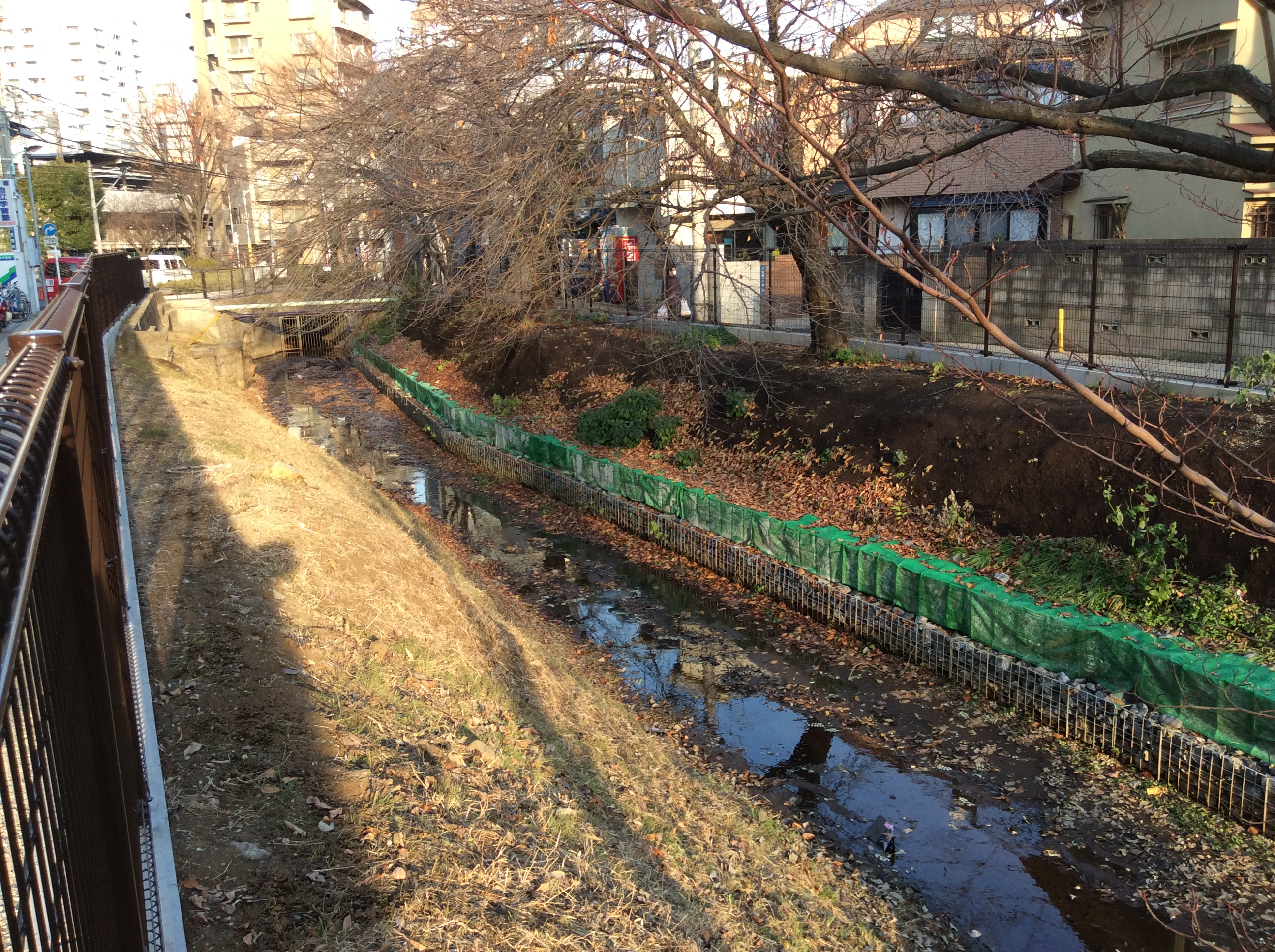
玉川上水（2014年12月撮影）

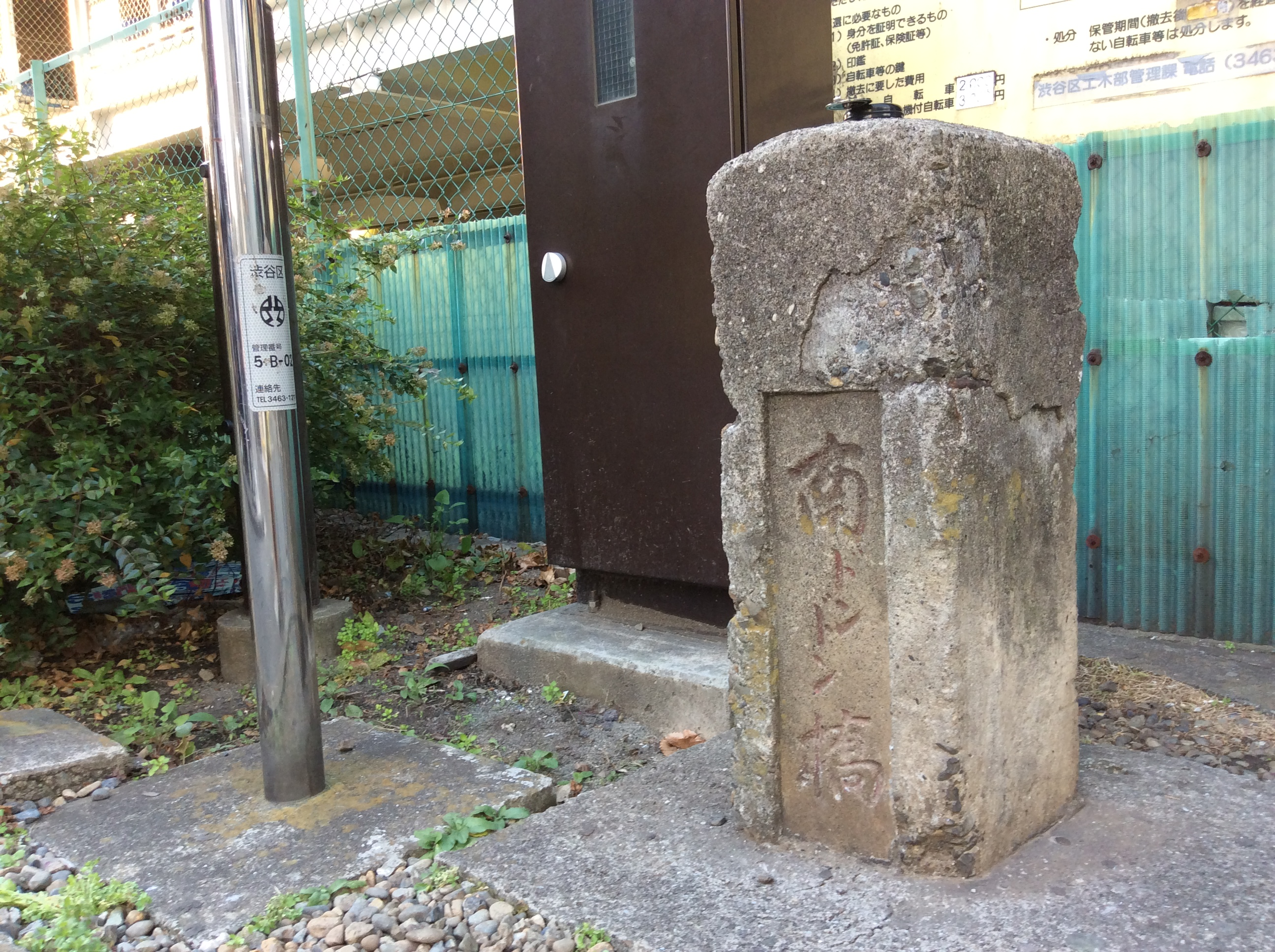
笹塚駅脇「南ドンドン橋」（2014年12月撮影）

### 国指定史跡
- 玉川上水

2003年（平成15年）に開削350周年を迎え、同年の8月27日に国指定文化財である史跡名勝記念物に指定された。指定基準は、交通・通信施設、治山・治水施設、生産施設その他経済、生産活動に関する遺跡。所在地は、羽村市、福生市、昭島市、立川市、小平市、小金井市、西東京市、武蔵野市、三鷹市、杉並区、世田谷区、渋谷区。
玉川上水は、江戸時代前期の1653年（承応2年）に江戸市中への給水を目的として、武蔵野国多摩郡羽村（現：東京都羽村市）の多摩川の上流に取水口を設け、江戸の東の入口に当たる四谷大木戸（現：東京都新宿区）に至る全長約43km間を自然硫下により導水する施設として開削された素堀の開渠水路。1653年（承応2年）2月、時の総奉行の老中松平伊豆守信綱（のぶつな）が、伊那半十郎忠治（ただはる）を水道奉行とし、玉川庄右衛門・清右衛門兄弟の手に依って開削工事が行われ、同年6月に江戸市中まで完成した。江戸市中に届いた上水は、石樋・木樋等の暗渠水路で江戸城・武家屋敷・庶民の居住地等に配水され、飲料水、防火用水、泉水用水、堀用水等多目的な機能有する都市給水施設として人々の生活を潤した。また、羽村から四谷大木戸に至るまでの武蔵野台地の新田開発の灌漑および生活用水としても機能しており、江戸時代中期の寛政年間までに33箇所の分水施設が設置された。
現在の玉川上水は、杉並区の浅間橋以東の下流部分の多くは暗渠となり公園等として利用させている。小平監視所から浅間橋までの中流部は素掘り水路の残す部分が多い。上流部は現役の水道導水路として利用されている。玉川上水は、長大な土木構造物であり、水利技術を理解する上で重要であり、江戸の用水給水施設として、武蔵野台地の灌漑用水として貴重な土木遺産である。羽村取水口から四谷大木戸までの水路敷きのうち、開渠部分の約30.4kmが史跡に指定され保護が図られている。

### 渋谷区指定名所・旧跡
- 笹塚跡 - 笹塚二丁目12番

笹塚二丁目のこの付近の甲州街道の両側に直径1m程の笹が茂った塚があり、地名の由来となった。
- 玉川上水旧水路跡 - 笹塚一丁目

玉川上水は、1654年（承応3年）に造られ、殆どが暗渠になったが、この付近では開渠部分が残っている。

### 文化施設
- 声優ミュージアム - 笹塚一丁目

声優に関する博物館。実際に収録に使われた台本などが収集・展示されている。

## 歴史
前述の通り、笹塚は幡ヶ谷地区に属する。笹塚を含む幡ヶ谷地区の歴史は幡ヶ谷地区の歴史を参照のこと。
ここでは、笹塚に関係する事項のみ年譜形式で記す。

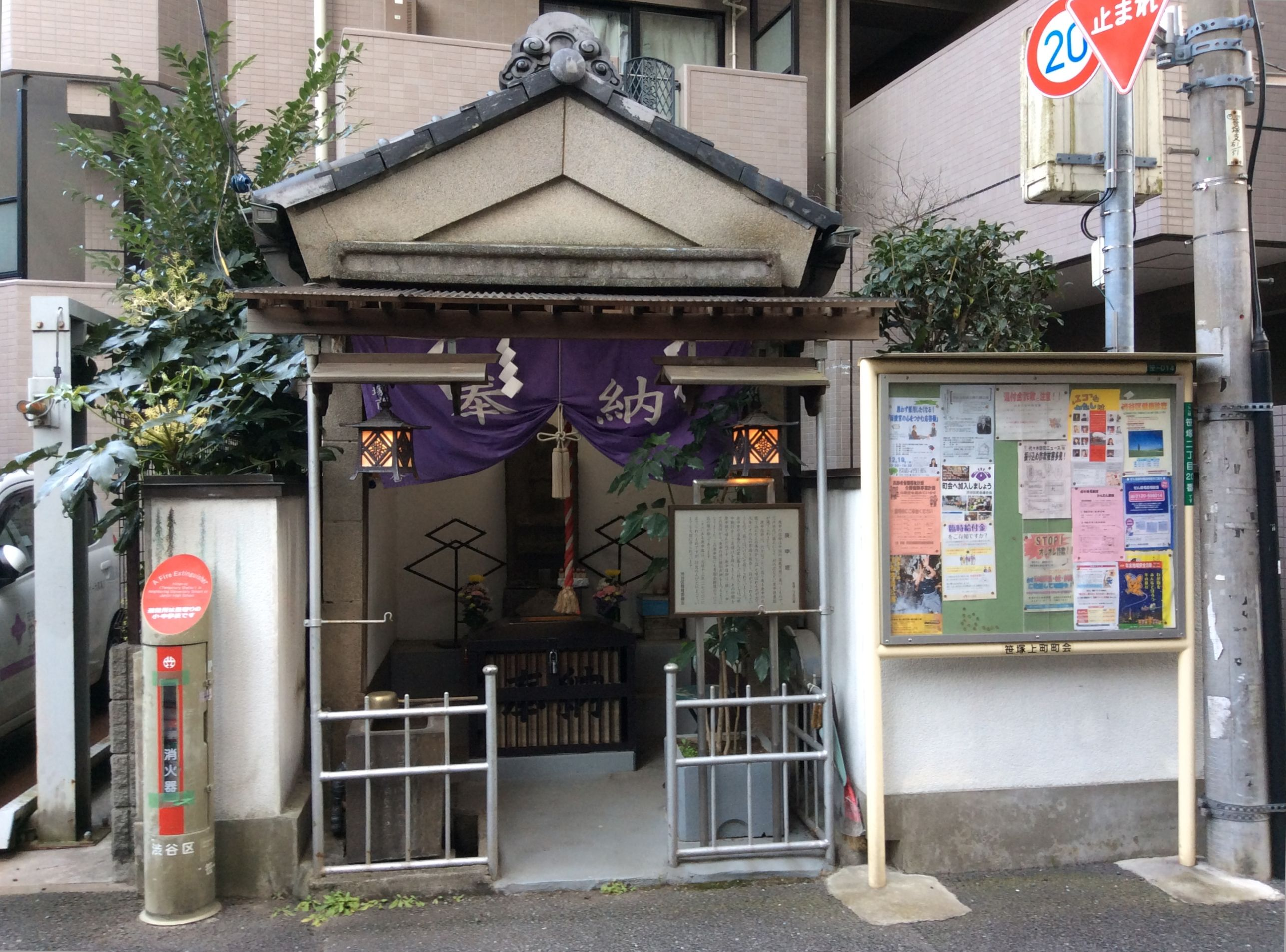
笹塚庚申堂（笹塚二丁目20番）

- 1573年（天正元年）- 1582年（天正10年）間に「織田信長が各分国に令して築造したのがその始めである。この時までは里程は名のみで一里の町数は708年（和銅元年）- 715年（和銅10年）間創定の42町を準用して定まらなかったが、信長36萬を表して1里を36町と決め1里毎に道路の両側に小塚を築かせ頂上に榎樹を植栽させた」[20]。
- 1600年（慶長5年）9月、「関ヶ原の戦いが起こり、しばらくして、その起立時期は明確ではないが甲州街道の建設を、徳川家康は全国の金銀山の統轄や、関東における交通網の整備、一里塚の建設等の一切を任せていた家臣大久保長安（後に江戸幕府勘定奉行、老中）に命じた。甲州街道は徳川幕府が関ヶ原の戦いの戦勝記念として起工したものである」[21]。
- 1604年（慶長9年）「甲州街道は竣工、幅員5間半、日本橋を元標として、東海、東山、奥羽諸道へ一斉に一里塚を築造させたが、甲州街道のもその時に出来たもので、調布町の小島分にある周囲約1丈の大榎は現存する一つであり樹齢330余年といわれている。それは、新宿新町間、代田橋南、下仙川内田横町、布田小島分杉山幾太郎前、常久村中程南、本宿内小野宮北寄、萬願寺村市道、日野原豊田、八王子船森十王堂間、散田村、小佛にあった」[20]。
- 1652年（承応元年）11月、幕府により江戸の飲料水不足を解消するため多摩川からの上水開削が計画され、1653年（承応2年）4月工事に着手し、同年11月に完成、1654年（承応3年）6月から江戸市中への通水が開始された。
- 1662年（寛文2年）「中野成願寺過去帳に笹塚太郎兵衛云々とあれば笹塚の名称は延宝（1673年 - 1681年）以前よりありしものなるべし」[22]。
- 1700年（元禄13年）11月8日、「笹塚庚申堂の創立なり、近年参詣者多く繁昌して毎月1日、15日には此附近一帯に賑う」[23]、庚申の信仰は中国の道教思想に基づくもので、江戸時代に盛んになり、村の辻などに庚申供養塔が建てられた。
- 1732年（享保17年）笹塚町「当町地名の義は始め此地に甲州路新宿追分よりの一里塚ありて之を笹塚と称せしに起れり、塚は藪にありて常に笹を生ぜしを以てなり、筧播磨守検地帳に一里塚、村内字笹塚と申所往還左右に御座候とあるもの是なり」[23]。
- 1818年 - 1830年（文政元年 - 同13年）幡ヶ谷村「日本橋を去ること三里。「小田原衆所領役帳」に「幡ヶ谷十貫文」と記してあるのが、初見である。村内に源義家の故事を伝える旗洗池と、旗掛松とがあって地名はそれに由来するといわれる。また「武蔵田園簿」には、畑ヶ谷の文字を使用している。文政の頃には、東は角筈村、南は代々木村、西は荏原郡代田村及び多摩郡和田村、北は同郡雑色村に隣し、東西23町、南北8町余、家数が136軒、用水は玉川上水を引用し、村の東に高礼場があった。地頭神谷縫殿助の知行所の外、全部幕府の領地である。村内の社寺に、氷川社（氷川神社）荘厳寺、不動堂（幡ヶ谷不動）などがある。子名を新町、原、笹塚、本村、山谷という」[24]
- 1868年（明治元年）「近年、甲州街道を境界として南笹塚、北笹塚に別つ、明治初年此の地の戸数27戸なり」[23]。
- 1870年（明治3年）8月、「品川県で改めて距離を測定して一里塚を築いたのでこれを新一里塚といった。塚は高さ1丈位で芝生を植え石標を建てた。新一里塚は元の一里塚とは位置に相違があり、すなわち、新宿大木戸、幡ヶ谷笹塚道南、下高井戸榎木、給田中耕地道南、上国領塚善前北側、車返柴田直吉前、府中八幡宿北側、下谷保青柳間、立川、日野東寄荒井村、八王子散田新地、小佛駒木野上長房である」[25]。
- 1889年（明治22年）代々木、幡ヶ谷共独立の一村を成していたが町村制施行と共に両村合併して代々幡村となる。
- 1898年（明治31年）淀橋浄水場の新設に伴い、和泉給水所から浄水場まで新水路を開削した。関東大震災の際に盛土が崩壊して決壊したため旧水路を利用した。
- 1910年（明治43年）4月12日、武蔵電気軌道（1906年（明治39年）8月、日本電気鉄道を改称）が京王電気軌道と改称、鉄道路線は有していなかったが、1912年（大正元年）8月から調布市、多摩村、府中町、西府町に電気供給を行っていた。
- 1913年（大正2年）4月15日、京王電気軌道、笹塚ー調布間 (12.2km) 電車営業と、新宿駅ー笹塚駅間のおよび調布駅ー国分寺駅間の乗合自動車営業（路線バス事業）を開始した。同年10月11日、代々幡ー笹塚間 (1.3km) 開業。
- 1915年（大正4年）11月、の笹塚駅開業を契機に急速に市街化が進み、同年、村は町制を施行して大字代々幡町となる。
- 1920年（大正9年）
  - 3月27日、京王電気軌道、笹塚ー上高井戸（現：芦花公園）間複線化。
  - 8月、土地概評価によれば「字南笹塚（952番地 - 1121番地）字北笹塚と共に当町の最西端に位地し、中央に京王電車笹塚停留場あり、近時工場および住宅地として急激に発展し櫻護謨（株）（現：笹塚ショッピングモール21）、日本高級塗料（株）（現：中村屋東京事業所）その他の工場および大塚、雨宮、谷邸その他上中流の住宅少なからず、されど尚其の大半は畑なり」。「字北笹塚（1122番地 - 1398番地）字南笹塚と相対する甲州街道以北にて上水路以南には大日本鉛筆（株）（現：サミット笹塚店、タイムズ笹塚）その他の工場、笹塚尋常小学校（現：渋谷区立笹塚小学校）、東京女子薬学専門学校（現：渋谷区立笹塚中学校）、岸本農園等ありて、空地少なきも上水道以北には未だ見る可きものなし」[26]。
- 1932年（昭和7年）10月1日、東京市は周辺5郡（荏原、北豊島、豊多摩、南足立、南葛飾）に属する82町村を編入し、大東京市が成立した。この時、千駄ヶ谷町、渋谷町、代々幡町の区域をもって渋谷区が新設された。「代々幡町の東京市渋谷区の編入に際して幡ヶ谷笹塚町となる。当時の戸口は南笹塚戸数1,303、人口5,697、北笹塚戸数1,045、人口4,477、地番は南笹塚952番地より1121番地に至り、北笹塚1122番地より1398番地に至る」[23]。
- 1937年（昭和12年）新水路は甲州街道下に代わりとなる導水管を埋設し廃止された。 跡地のほとんどは水道道路と都営住宅に転用されている。
- 1943年（昭和18年）7月1日、東京府と東京市が廃止されて、新たに東京都が設置された。この時、渋谷区を含む35区は東京都直轄の区となった。
- 1960年（昭和35年）住居表示の実施によるさらなる名称変更を経て現在の笹塚一丁目 - 三丁目となった。直前は幡ヶ谷笹塚町、幡ヶ谷原町、幡ヶ谷中町（参考：新修渋谷区史、旧版地図、他）。
- 1978年（昭和53年）10月31日、京王線、新宿（新線新宿）ー笹塚間、複々線化（京王新線開通）。
- 1980年（昭和55年）3月16日、都営地下鉄新宿線開通、相互直通運転開始。

明治・大正・昭和、笹塚の地形図（縮尺1/10,000）
- 1909年（明治42年）3月測図、明治43年3月印刷、明治42年3月30日発行。
- 1925年（大正14年）部分修正側図、大正15年6月印刷、大正15年6月30日発行。
- 1937年（昭和12年）第4回修正測図（空中写真測量併用）、昭和14年5月印刷、昭和14年5月30日発行。

|  |  |  |

1920年（大正9年）調査、幡ヶ谷笹塚町地籍図（縮尺1/1,500）
|  |  |  |  |

和泉川 (東京都)
玉川上水（現在の京王線笹塚駅南西周辺）から旧幡ヶ谷村で取水し、付近（現在の笹塚三丁目内）の湧水と合わせて北東に向かい、角筈村で神田川に注いでいた。主に農業用水として使用され、一部の用水は、現在の甲州街道（現在の国道20号）に沿って西に向かって流れたので逆さ川とも呼ばれた。現在は暗渠化されて新宿区立はごろも児童遊園、神田川支流遊歩道や道路等になっている。
1933年（昭和8年）頃の交通・郵便局・公衆電話・学校。
- 交通

徳川一統の世に及びて江戸中心の関係上奥州路通行微となり、次で廃跡し甲州路開通す、近年至り交通機関頻に開け大道小路各所に通し明治43年9月京王電車の創設あり、昭和2年4月小田原急行電車の開通あり、尚乗合自動車は甲州街道、東横乗合自動車等ありて交通益々発達の機運に向へり。通信は郵便局7ヶ所、公衆電話10ヶ所ありて其所在地左の如し。
- 郵便局

代々幡、笹塚、幡ヶ谷本町一、幡ヶ谷本町二、代々木新町、代々木上原、富ヶ谷。
- 公衆電話

代々木山谷町、代々木新町、笹塚停留所、幡ヶ谷停留所、代々幡停留所、神宮裏、三郡橋、富ヶ谷町、改正橋、代々幡上原駅。
- 学校

小学校
幡代尋常高等小学校、西原尋常高等学校、笹塚尋常小学校、山谷尋常小学校、本町尋常小学校、上原尋常小学校、中町尋常小学校、富ヶ谷尋常小学校。
幼稚園
代々幡幼稚園、第二早蕨幼稚園、笹塚幼稚園、岸辺幼稚園、代々木幼稚園、若葉幼稚園、西原幼稚園。
各種学校
明治女子薬学校、東京写真専門学校、文化裁縫女学校、中央女学校、昭和女子薬学校、名教中学校、体育研究所、東京育英実業学校、帝京商業学校。

## 現状と今後の展望
笹塚を含む幡ヶ谷地区全体に共通する課題として、災害への脆弱性が挙げられる。笹塚は武蔵野台地の頑丈な地盤の上に位置するため、一見すると災害に強そうな地域に思えるが、狭隘な道が多く災害時の避難経路の確保が難しく、木造住宅が密集しているエリアが広く火災発生時に被害が拡大しやすいことから災害に強いまちづくりが急務となっている。

### ササハタハツまちづくり
渋谷区では笹塚を含む幡ヶ谷地区に「ササハタハツ」との愛称をつけ、幡ヶ谷地区一体となった再開発を進めようとしている。2020年、地域住民をはじめ地域に関わるあらゆる人々にとって幡ヶ谷地区を魅力的な街にしていくため、まちづくりの実行組織「ササハタハツまちラボ」が官民共同（渋谷区と渋谷未来デザイン、京王電鉄が参加)で設置された。住民が参加できるワークショップや座談会等も頻繁に行われており、住民主体のまちづくりが進められているといえよう。今後は玉川上水の緑道や水道道路を中心に再開発が進められてく予定であり、笹塚はかつてない変化を遂げようとしている。

### 再開発
笹塚一丁目の東西に渡る一帯では、2012年（平成24年）に「笹塚駅南口地区計画」が都市計画決定され、笹塚ショッピングモール21および中村屋東京営業所を巻き込んだ総面積約3haにも及ぶ再開発が予定されている。

### まちづくり指針
笹塚一・二・三丁目地区まちづくり指針
2011年（平成23年）7月、渋谷区都市整備部まちづくり課から、笹塚地区のまちづくり指針が発表された。問い合わせは〒151-8010 東京都渋谷区宇田川町1-1、電話03-3463-2947。
1. まちづくり指針の位置付け
2. 現状と課題
3. まちづくりの目標・方針
4. まちづくりの実現化に向けて

## その他

### 日本郵便
- 郵便番号 : 151-0073[3]（集配局 : 代々木郵便局[33]）。